# مكاك سيبروت
مكاك سيبروت (الاسم العلمي:Macaca siberu) (بالإنجليزية: Siberut macaque)‏ هو نوع من الحيوانات يتبع جنس السعدان المكاك من فصيلة سعادين العالم القديم.